# Elite Model Management
Elite Model Management (Elite hay Tinh hoa) là một công ty môi giới và quản lý người mẫu do John Casablancas và Alain Kittler thành lập năm 1972 tại Paris, Pháp. Elite ngày nay thu nhận hơn 800 người mẫu trên khắp 5 châu lục, khiến nó trở thành một tập đoàn người mẫu lớn nhất thế giới. Mạng lưới công ty phủ rộng với 36 đối tác quốc tế. Ngoài ra, Elite còn tổ chức các cuộc thi phát hiện tài năng mang tên Elite Model Look, một cuộc thi mời gọi hơn 350.000 thí sinh đến từ 55 quốc gia và được xem là một cuộc tuyển chọn người mẫu quy mô nhất thế giới.
Elite World S.A. là công ty mẹ của Elite Model Management. Trụ sở chính nằm tại Luxembourg. Ban lãnh đạo Elite World S.A. gồm Bernard Hennet, Andrew Gleeson và Thomas Röggla. Röggla chiếm trên 25% cổ phần tại Elite World S.A. và hiện tại đang là cổ đông lớn nhất. Các thành viên hội đồng quản trị nắm giữ hơn 50% lượng cổ phiếu.
Elite được xem là một trong những trụ cột chính của ngành công nghiệp thời trang, công ty này đã và đang đại diện cho một lớp siêu mẫu và nhân vật truyền thông trong đó bao gồm siêu mẫu huyền thoại Paulina Porizkova, cô gái kiêu kì Coco Rocha, ngôi sao Ali Stephens mới nổi và rất nhiều những nhân vật khác.

## Người mẫu do Elite đại diện (trong quá khứ và hiện tại)
| - Siti Nurhaliza - Iman Abdulmajid - Stephanie Adams - Gianne Albertoni - Carol Alt - Alessandra Ambrosio - Mini Anden - May Andersen - Teyona Anderson - Robin Arcuri - Jules Asner - Nadja Auermann - Emma B - Tyra Banks - Diora Baird - Arlene Baxter - Alice Burdeu - Ana Beatriz Barros - Monica Bellucci - Elsa Benitez - Leslie Bibb - Marcelle Bittar - Gisele Bündchen - Naomi Campbell - Charlott Cordes - Cindy Crawford - Emina Cunmulaj - Cameron Diaz - Debbie Dickinson - Janice Dickinson - Joanie Dodds | - Katarzyna Dolinska - Morgane Dubled - Kirsten Dunst - Tanya Dziahileva - Selita Ebanks - Shiina Eihi - Susan Eldridge - CariDee English - Karen Elson - Tami Erin - Christian Evans - Linda Evangelista - Terry Farrell - Isabeli Fontana - Lena Gercke - Jaslene Gonzalez - Rianne ten Haken - Jerry Hall - Lydia Hearst - Tricia Helfer - Kristy Hinze - Famke Janssen - Neha Kapur - Liya Kebede - Riley Keough - Karlie Kloss - Heidi Klum - Michaela Kocianova - Heather Kuzmich | - Yasmin Le Bon - Noémie Lenoir - Nicole Lenz - Adriana Lima - Nicole Linkletter - Kristanna Loken - Andie MacDowell - Leslie Mancia - Josie Maran - Lauren McAvoy - Catherine McCord - Stacey McKenzie - Dayana Mendoza - Jennifer Messelier - Ana Mihajlovic - Eniko Mihalik - Marisa Miller - Karen Mulder - Raica Oliveira - Oluchi Onweagba - Tatjana Patitz - Paulina Porizkova - Ujjwala Raut - Albert Reed - Maggie Rizer - Coco Rocha - Kahlen Rondot - Anya Rozova - Camilla Rutherford | - Bruno Santos - Tracy Scoggins - Claudia Schiffer - Joan Severance - Stephanie Seymour - Ingrid Seynhaeve - Jenny Shimizu - Emma Sjöberg - Carrie Southworth - Zuzana Snow - Ali Stephens - Shannon Stewart - Heather Stohler - Kim Stolz - Lara Stone - Saleisha Stowers - Iris Strubegger - Yfke Sturm - Candice Swanepoel - Landi Swanepoel - McKey Sullivan - Whitney Thompson - Uma Thurman - Alina Vacariu - Frederique van der Wal - Damien Van Zyl - Anne Vyalitsyna - Estella Warren - Eugena Washington - Daria Werbowy - Deanna Wright |

## Nhân vật truyền thông đại diện bởi Elite (quá khứ và hiện tại)
- Angel Locsin
- Robin Padilla
- Chris Crocker
- Britney Spears
- Cameron Diaz
- Kim Chiu
- Uma Thurman
- Jennifer Lopez
- Anna Nicole Smith

## Chi nhánh Elite địa phương
Trụ sở chính nằm tại Paris và công ty này có một lượng lớn văn phòng đại diện trên khắp thế giới. Vương quốc Anh và Australia là hai quốc gia duy nhất không có đại diện của Elite Model Management, lý do vì tương đồng với Elite tại Anh là Models 1 và tại Australia là Priscilla's Model Management. Ngoại trừ văn phòng của Mỹ ở New York, Miami, Los Angeles, Atlanta, và Chicago, danh sách dưới đây liệt kê các văn phòng chính khác:
| - Amsterdam - Athens - Bangalore - Bangkok - Barcelona - Copenhagen - Dubai - Fribourg - Hamburg - Hà Nội - Tp.Hồ Chí Minh - Hong Kong - Istanbul | - Jakarta - Kuala Lumpur - Lisbon - Luxembourg - Marseille - Mexico City - Milano - Monterrey - Mumbai - München - New Delhi - Porto Alegre | - Praha/Bratislava - Rio de Janeiro - Santiago de Chile - Santo Domingo de Guzmán - Sao Paulo - Seoul - Thượng Hải - Singapore - Stockholm - Tel Aviv - Tokyo - Toronto - Warsaw |